# 陳淵 (唐朝)
陳淵（？—？），唐朝人，為牧馬監，深諳馬性，有「馬祖」之稱。於唐德宗貞元十九年（803年）率將領李俊、衛傑等人以及蔡、許、翁、李、張、黃、王、呂、劉、洪、林、蕭等十二姓族人到今天的金門牧馬。因他對於金門的開發很有貢獻，故其死後，島民感念其恩澤，奉為「開浯恩主」、「開浯聖王」、「開浯尊王」，亦尊稱他為「牧馬侯」。此外還在他駐劄處結蓭塑像祭祀，稱為「護驥將軍」。
今金門縣有豐蓮山牧馬侯祠供奉他，原為七進，今只餘三進，為金門縣縣定古蹟。